# Robert Shields
Robert William Shields (Seymour, 17 de mayo de 1918-Dayton, 15 de octubre de 2007) fue un ministro y profesor de inglés de secundaria estadounidense mejor conocido por escribir un diario personal de 37,5 millones de palabras, que narra cada cinco minutos de su vida desde 1972 hasta que un accidente cerebrovascular lo incapacitó en 1997. El diario de Shields, que llenaba 91 casillas, era más largo que los del periodista Edward Robb Ellis (21 millones de palabras) y el poeta Arthur Crew Inman (17 millones de palabras), y 30 veces más largo que el de Samuel Pepys (1,25 millones de palabras).

## Contenido
Creyendo que suspender su diario sería como «apagar mi vida», pasaba cuatro horas al día en la oficina, en su porche trasero, en ropa interior, registrando su temperatura corporal, presión arterial, medicamentos, describiendo su micción y defecaciones, y dormía sólo dos horas seguidas para poder describir sus sueños. The New York Times resumió el diario como sobre cualquier tema «desde cambiar bombillas hasta reflexionar sobre Dios y visitar el baño». También dejó muestras de su vello nasal para futuros estudios. Después de su accidente cerebrovascular en 1997, Shields intentó continuar el diario haciendo que su esposa escribiera lo que él le había dicho que escribiera, pero ella carecía de la compulsión y la energía para hacerlo y lo dejó poco después.
El trabajo «desinhibido» y «espontáneo» de Shields fue sorprendente por su mundanidad, y ahora llena 91 cajas en las colecciones de la Universidad Estatal de Washington, a quien donó el trabajo en 1999. En una entrevista de mayo de 2000 dijo: «He escrito 1200 poemas y al menos cinco de ellos son buenos». También afirmó haber escrito la base de la historia de la película Love Me Tender de Elvis Presley basada en la Reno Gang de Seymour, Indiana, donde nació Shields. Copias del manuscrito se encuentran en la colección EP Lamborn de la Sociedad Histórica del Estado de Kansas. Shields basó su manuscrito en la autobiografía de John Reno de 1879, aunque existe cierta incertidumbre sobre la autoría de la autobiografía de Reno, ya que el propio Shields actuó como editor de la única copia publicada conocida.
El diario por el que se hizo conocido no fue el primero que intentó llevar; Había intentado escribir uno a los 17 años para narrar una relación romántica, pero lo abandonó después de perder interés en el proyecto.
Según los términos de la donación de su diario a la Universidad Estatal de Washington, el diario no podrá leerse ni someterse a un recuento exacto de palabras hasta 50 años después de su muerte (es decir, en 2057).

## Vida personal
Shields estaba casado con Grace Augusta Hotson, con quien tuvo tres hijas: Klara, Cornelia y Heidi. Murió de un infarto en su casa de Dayton, Washington, el 15 de octubre de 2007, poco más de 10 años después del accidente cerebrovascular que acabó con su labor en su diario. Tenía 89 años.